# Zinaida Samczuk
Zinaida Samczuk z domu Skakalska, ukr. Зінаїда Самчук (ur. 24 listopada 1926 w Krzemieńcu, zm. 1996) – Ukrainka, która pomagała Polakom podczas II wojny światowej.

## Życiorys
Zinaida wraz z rodzicami, Musijem i Hanną oraz siostrą ojca, także Hanną, mieszkała przy ulicy Szerokiej w Krzemieńcu na Wołyniu. W momencie wybuchu II wojny światowej uczyła się w liceum.
Po wkroczeniu do miasta Sowietów, Skakalscy przyjęli do swojego domu Marię Pietroniec oraz jej siostrę Janinę Paulus z czteroletnią córką Alicją (po mężu Gienc). Hanna, siostra Musija, była już wcześniej nianią Alicji. Skakalscy zapewnili im schronienie i wyżywienie. Uchronili je w ten sposób deportacją na Syberię. Zinaida dostarczała obu rodzinom żywność od krewnych ze wsi. W 1943 roku, po nasileniu się działalności ukraińskich nacjonalistów, Musji został ostrzeżony przed reakcją OUN-UPA wobec osób pomagających Polakom. W konsekwencji ukrywające się musiały opuścić dom Skakalskich. Niemniej Musij pomógł im przeprowadzić ucieczkę pociągiem z Krzemieńca na Lubelszczyznę. Po wojnie rodziny utrzymywały kontakt, a w 1965 roku udało im się ponownie spotkać.
Zinaida po zakończeniu wojny pracowała jako laborantka w szpitalu. Z Wołodymyrem Samczukiem miała dwóch synów.
Za pomoc okazaną Polkom Zinaida oraz pozostali członkowie jej rodziny w 2022 roku została pośmiertnie odznaczona Medalem Virtus et Fraternitas. Podczas uroczystej dekoracji rodzinę Skakalskich reprezentował syn Zinaidy Samczuk – Wołodymir Samczuk.